# Eriopogon jubatus
Eriopogon jubatus là một loài ruồi trong họ Asilidae. Eriopogon jubatus được Becker miêu tả năm 1906. Loài này phân bố ở vùng Cổ Bắc giới.